# Nepalanchonus aurosquamosus
Nepalanchonus aurosquamosus – gatunek chrząszcza z rodziny ryjkowcowatych i podrodziny Molytinae. Jedyny z monotypowego rodzaju Nepalanchonus.
Gatunek i rodzaj opisane zostały w 1987 roku przez Władimira W. Żerichina na podstawie pojedynczego samca odłowionego w 1980 roku.
Chrząszcz o ciele podłużno-walcowatym, długości 4,1 mm (bez ryjka), połyskującym, ubarwionym smoliście z prawie czarnymi pokrywami i przedpleczem, gęsto pokrytym złocistożółtymi łuskami. Ryjek długości przedplecza, opatrzony pięcioma delikatnymi żeberkami, u nasady bardzo drobno punktowany. Oczy dość płaskie, a głowa za nimi błyszcząca i gładka. Czułki osadzone na ryjku przedwierzchołkowo. Funiculus siedmioczłonowy, dłuższy od prostego trzonka, o dwóch pierwszych członach znacznie dłuższych niż pozostałe. Buławka czułków owalnego kształtu, całkiem omszona. Przedplecze nieco dłuższe niż szersze, z tyłu prawie ścięte, grubo i gęsto punktowane oraz dwojako łuskowane. Długość jajaowatych, najszerszym przed środkiem pokryw wynosi 1,7 ich szerokości. Rzędy małych punktów są niezagłębione. Międzyrzędy i łączące je poprzeczne mostki międzypunktowe są płaskie i opatrzone kępkami łusek. Wyrostek śródpiersia opada ku przodowi prawie poziomo. Zapiersie długości środkowych bioder. Przednie biodra są styczne, środkowe bardzo wąsko, a tylne szeroko odseparowane. Uda sięgają nieco za podstawę ostatniego wentrytu; one jak i golenie gęsto i grubo punktowane.
Ryjkowiec znany tylko z lasu mieszanego w Mai Pokhari, w nepalskim dystrykcie Ilam, położonego na wysokości około 2100–2200 m n.p.m..